# Pervomaiscoe (Hîncești)
Pervomaiscoe è un paesino di 509 abitanti collocato nella parte ovest della Repubblica Moldova. Il territorio di Pervomaiscoe e collinare, non ha né fiumi né laghi, ha però vasti appezzamenti di terreno destinato a coltivazioni di vario tipo, come ad esempio coltivazione di mais, grano e altro. Questi appezzamenti di terreno appartengono a privati e sono gestiti da essi. Alcuni privati preferiscono dare in gestione il terreno a "gestori di terreno agricolo" che retribuiscono o una percentuale della quantità totale di raccolto oppure soldi.
Pervomaiscoe e collegato alla strada chiamata R33 che unisce il piccolo paesino alla provincia, cioè Hincesti.